# Adetomiwa Edun
Babatonde Adetomiwa Stafford Edun (Lagos, Nigeria; 1985), más conocido como Adetomiwa Edun, es un actor británico conocido por interpretar a Sir Elyan en la serie de la BBC Merlín, y por su papel en la película What Happened to Monday?. También es el protagonista de la trilogía del modo de juego The Journey en FIFA 17, FIFA 18 y en FIFA 19

## Primeros años
Edun nació en Lagos, Nigeria, de padre nigeriano y madre ghanesa-inglesa. Edun se trasladó al Reino Unido a la edad de 11 años. Asistió a la universidad de Eton a la edad de 13 años. En su último año en la universidad, ganó el premio de tesis por su tesis sobre la Odisea de Homero. Su padre, un financista, lo animó a entrar como bancario para una carrera, y fue a Citigroup. Edun estudió un Master of Philosophy, pero decidió a asistir a la Royal Academy of Dramatic Art (RADA) en su lugar.

## Carrera
Edun asistió a RADA, apareciendo en varias producciones y se graduó con una licenciatura en Artes y en Actuación en 2008. Después de su graduación de la RADA, protagonizó pequeños papeles en producciones en el Teatro Almeida y el Liverpool Playhouse. También interpretó a Macbeth en una producción de la obra homónima del Teatro Nacional, obteniendo elogios por ser "carismático". En 2009, Edun se convirtió en el segundo actor negro en interpretar a Romeo en el Teatro Globe, cuando fue elegido por Dominic Dromgoole en una producción de Romeo y Julieta.
Edun también ha aparecido en varios programas de televisión. En 2009, apareció en un episodio de The Fixer, y un papel en Law & Order, como un soldado que vuelve de la guerra en Afganistán. Edun apareció como Elyan en la serie Merlín. Elyan fue asesinado durante la quinta y última temporada de la serie, en 2012.
Adetomiwa Edun es el actual protagonista de la trilogía de "The Journey", en FIFA 17, "The Journey: El regreso de Hunter" en FIFA 18 y "The Journey: Campeones" en FIFA 19.

## Series
| Año       | Título                        | Papel          | Notas                                            |
| --------- | ----------------------------- | -------------- | ------------------------------------------------ |
| 2009      | The Fixer                     | Muchacho joven | Episodio: "Episode #2.6" (2.6)                   |
| 2010      | Law & Order: UK               | Lloyd Benson   | Episodio: "Shaken"                               |
| 2010–2012 | Merlin                        | Sir Elyan      | Personaje recurrente                             |
| 2011–2012 | The Hour                      | Sey            | 5 episodios                                      |
| 2015      | Bates Motel                   | Marcus Young   | 4                                                |
| 2015      | Lucifer (serie de televisión) | 2Vile          | Episodio: "Pilot" (1.1)                          |
| 2015      | Legends                       | Manners        | 2 episodios                                      |
| 2016      | Death in Paradise             | Ellery Wallace | Episodio: "One for the Road" (5.2)               |
| 2016      | Doctor Who                    | Mr. Brock      | Episodio: "The Return of Doctor Mysterio" (10.0) |
| 2017      | Elementary                    | Akello Akeny   | Episodio: "Moving Targets" (5.22)                |

## Películas
| Año  | Título                  | Personaje  | Notas        |
| ---- | ----------------------- | ---------- | ------------ |
| 2017 | What Happened to Monday | Eddie      | Protagonista |
| 2018 | In the Cloud            | Theo Jones | Protagonista |

## Videojuegos
| Año  | Título  | Personaje   |
| ---- | ------- | ----------- |
| 2017 | FIFA 17 | Alex Hunter |
| 2018 | FIFA 18 | Alex Hunter |
| 2019 | FIFA 19 | Alex Hunter |

- Datos: Q4682395